# Böhönye
Böhönye là một thị trấn thuộc hạt Somogy, Hungary. Thị trấn này có diện tích 64,17 km², dân số năm 2010 là 2370 người, mật độ 37 người/km².